# Shigekazu Nakamura
Shigekazu Nakamura (中村 重和, Nakamura Shigekazu) est un footballeur japonais né le 30 juillet 1958. Il évoluait au poste de défenseur.

## Palmarès de joueur
- Finaliste de la Coupe du Japon en 1987